# Comme des mouches
Comme des mouches (titre original : Flies) est une nouvelle de science-fiction de Robert Silverberg.

## Publications
Entre 1967 et 2014, la nouvelle a été éditée à une quarantaine de reprises dans des recueils de nouvelles de Robert Silverberg ou des anthologies de science-fiction.

### Publications aux États-Unis
La nouvelle est parue en octobre 1967 sous le titre « Flies » dans l'anthologie Dangerous Visions composée par Harlan Ellison.
Elle a ensuite été régulièrement rééditée dans divers recueils de Robert Silverberg et diverses anthologies.

### Publications en France
La nouvelle est publiée en France :
- dans l'anthologie « Après demain, la Terre… », éd. Casterman, septembre 1971 ;
- sous le titre « Les Mouches » dans l'anthologie « Dangereuses Visions », éd. J'ai lu, 1975 (traducteur inconnu) ; réédition éd. Omnibus, janvier 1996 ;
- en 2002, dans le recueil « Le Chemin de la nuit », avec une traduction d'Alain Dorémieux et Pierre-Paul Durastanti, avec une nouvelle édition en livre de poche chez J'ai lu en 2004. Elle est donc l'une des 124 « meilleures nouvelles » de Silverberg sélectionnées pour l'ensemble de recueils Nouvelles au fil du temps, dont Le Chemin de la nuit est le premier tome.

### Publication en Allemagne
La nouvelle est publiée en 1970 sous le titre Experimente.

### Publication en Grande-Bretagne
La nouvelle a été publiée en Grande-Bretagne dans l'anthologie To the Dark Star (1991).

## Titre
La nouvelle évoque une citation de Shakespeare, tirée du Roi Lear : « Nous sommes pour les dieux comme des mouches aux mains d'enfants cruels. Ils nous tuent pour se divertir » (autre traduction indiquée dans Dangereuses Visions : « Comme des mouches pour les méchants garnements, ainsi sommes-nous pour les dieux. Ils nous tuent pour leur amusement. »).

## Résumé
Richard Cassiday est un humain qui aurait dû mourir lors de la destruction de son vaisseau spatial mais qui a été sauvé par des « Êtres d'or » qui l'ont soigné et « réarrangé ». Il est renvoyé sur Terre par les Êtres d'or. Mais Cassiday n'est plus l’homme qu'il fut : les Êtres d'or lui ont enlevé sa conscience morale. Il veut se venger des trois femmes qu'il avait précédemment côtoyées. 
La première, Beryl Fraser, toxicomane à la Triline (drogue de fiction), sort d'une cure. Cassiday se procure de la Triline et la force à en ingurgiter : elle meurt. 
Sa deuxième femme Mirabel est liée à un Symbiote de Ganymède. Cassiday étrangle l'étrange animal. 
La troisième femme, Lureen Holstein, est enceinte de 7 mois, après avoir suivi un traitement in vitro pour tomber enceinte sans l'aide d'un homme. Il provoque une fausse couche en la frappant violemment au ventre. 
Les Êtres d'or se rendent compte qu'ils ont commis « une erreur de calcul » : l'homme est un psychopathe et jouit intensément de la violence qu'il inflige aux autres. Ils décident de modifier Cassiday. Ils le font revenir dans leur vaisseau spatial et procèdent à des « réglages » : désormais, il ne sera qu'un être absorbeur d'émotions (et surtout des siennes), de remords, de souffrances.
Les derniers mots de la nouvelle sont :
« Voici Cassiday :
cloué à sa croix. »

## Postface
Dans une postface, Silverberg déclare notamment au lecteur : « (...) Je suis passé de la description littérale du cannibalisme à la présentation symbolique du vampirisme, ce qui indique, je suppose, une saine progression dans la morbidité
».